# 王萌萌
王萌萌（1988年7月—），汉族，安徽定远人，中华人民共和国政治人物，中国共产党党员，第十三届全国人民代表大会安徽地区代表。

## 生平
2018年2月24日，当选为第十三届全国人大代表。
2020年，当选为中华全国青年联合会副主席。